# Сагит Агиш
Саги́т Аги́ш (псевдоним, наст. — Саги́т Ишмухаме́тович Аги́шев; баш. Сәғит Ишмөхәммәт улы Агишев; 25 декабря (7 января) 1904/1905 — 21 мая 1973) — башкирский советский писатель и поэт.

## Биография
Родился в 1904 году в деревне Исянгильдино Оренбургского уезда Оренбургской губернии (ныне — в Александровском районе Оренбургской области). Учился в медресе «Хусаиния» в Оренбурге. Потом там же окончил педагогический техникум.
Первые произведения Агиша были напечатаны в 1925 году. В 1928 был издан первый его сборник стихов «Наш смех» («Беҙҙең көлөү»). В 1933—1940 годах им был написан ряд повестей и рассказов: «Гнедко», «Применительно к условиям» («Шартына килһен»), «В доме муэдзина» («Мөдзин йортонда»), «Джигиты» («Егеттәр»), «Махмутов», «Турыкай». Во время Великой Отечественной войны им были созданы патриотические произведения «Всадник Ильмурза» («Атлы Илмырҙа»), «Ахмадулла». В 1950 году увидел свет роман Агиша «Фундамент» о жизни башкирской деревни. В 1964 вышла повесть «Земляки» о юности Мусы Джалиля. Также Агишевым написан ряд произведений для детей.

## Книги
- «Беҙҙең көлөү» (1928)
- «Шартына килһен» (1933): «Шартына килһен», «Ялағай», «Ғәләмшә бурылы», «Сафиулла илай», «Тәпән», «Микрофон», «Һуңғы мәйеттәр»
- «Атлы Илмырҙа» (1942)
- «Әхмәдулла» (1944)
- «Фронтҡа» (1944)
- «Минең өс айым» (1944)
- «Ерәнсәй»
- Рассказы: «Фәтхи һалдат» (Солдат Фатхи, 1957), «Дан», «Ҡунаҡ һәм намыҫ»
- Повести: «Мәхмүтов» (1939); «Егеттәр» (1939); «Мәзин йортонда» (1940); «Яҡташтар» (о своем земляке, татарском поэте Мусе Джалиле).
- Романы: «Нигеҙ» (Фундамент, 1951)
- Рассказы: На баш. яз. — Уфа : Китап, 2005. — 214 с.

## Награды
- орден Ленина
- орден Трудового Красного Знамени (13.01.1955)[3]
- орден «Знак Почёта»
- Государственная премия Башкирской АССР имени Салавата Юлаева (1975, посмертно)
- Почётная грамота Верховного Совета РСФСР (23.04.1965)

## Память

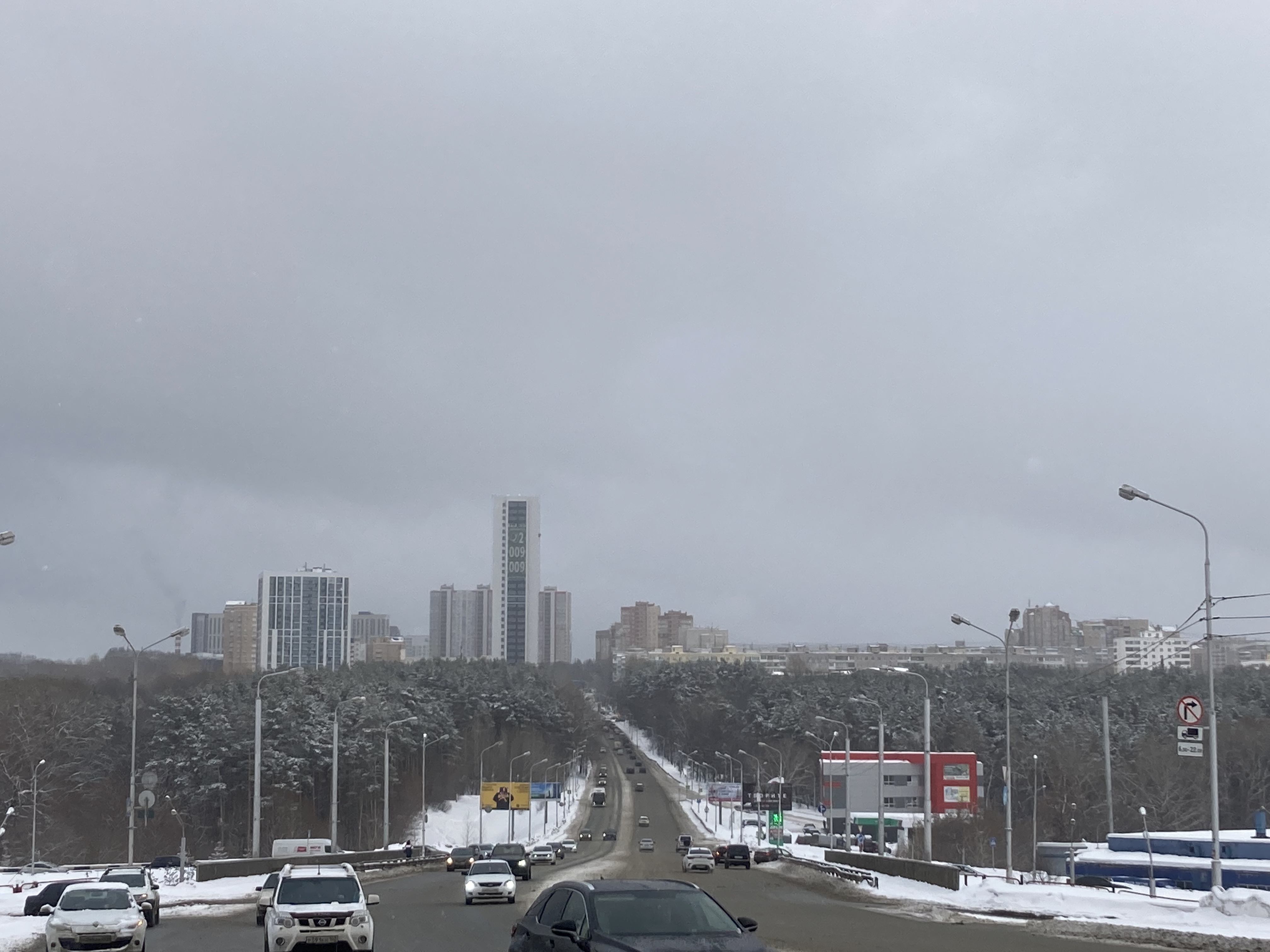
Улица Сагита Агиша.

Решением исполкома Уфимского городского Совета от 23 января 1974 года улица Советском районе Уфы названа именем писателя.
На стене дома № 57 по улице Карла Маркса, где жил Сагит Агиш, установлена мемориальная доска. Есть мемориальная доска и на здании школы в селе Саитбаба Гафурийского района, где он работал. Могила башкирского писателя Сагита Ишмухаметовича Агишева находится на Мусульманском кладбище.